# Miki Itō (Freestyle-Skierin)
Miki Itō (jap. 伊藤 みき, Itō Miki; * 20. Juli 1987 in Hino, Präfektur Shiga) ist eine japanische Freestyle-Skierin. Sie ist auf die Buckelpisten-Disziplinen Moguls und Dual Moguls spezialisiert.

## Biografie
Ihr Debüt im Weltcup hatte Itō am 14. Februar 2004 in Inawashiro, wo sie 24. im Moguls-Wettbewerb wurde. Knapp ein Jahr später klassierte sie sich am selben Ort erstmals unter den besten zehn. In der Saison 2005/06 etablierte sie sich zunächst im Mittelfeld und erzielte bei den Olympischen Winterspielen 2006 den 20. Platz. Ähnlich verlief die Weltcupsaison 2006/07, mit einem fünften Platz als bestes Ergebnis.
In der Saison 2007/08 konnte sich Itō steigern und klassierte sich viermal unter den besten zehn. Dieser Trend setzte sich im Winter 2008/09 fort, als sie sechs Top-10-Ergebnisse herausfuhr. Darunter war am 20. Februar 2009 der dritte Platz in Voss, ihre bisher einzige Podestplatzierung im Weltcup. Knapp drei Wochen später gewann sie bei der Weltmeisterschaft 2009 in Inawashiro die Silbermedaille im Dual-Moguls-Wettbewerb, wobei sie im Finaldurchgang ihrer Landsfrau Aiko Uemura unterlag. Als Vierte im Moguls-Wettbewerb verpasste sie eine weitere Medaille knapp.
Itō fuhr in der Weltcupsaison 2009/10 zweimal unter die besten zehn und wurde Zwölfte bei den Olympischen Winterspielen 2010. In Almaty gewann sie bei den Winter-Asienspielen 2011 die Silbermedaille im Moguls-Wettbewerb und die Bronzemedaille im Dual-Moguls-Wettbewerb. In der Weltcupsaison 2011/12 erzielte sie zwei Podestplatzierungen. Der erste Weltcupsieg in der Disziplin Dual Moguls gelang ihr am 24. Februar 2013 in Inawashiro. Bei der Weltmeisterschaft 2013 in Voss gewann sie in beiden Disziplinen die Silbermedaille.

## Erfolge

### Olympische Spiele
- Turin 2006: 20. Moguls
- Vancouver 2010: 12. Moguls

### Weltmeisterschaften
- Ruka 2005: 17. Dual Moguls, 21. Moguls
- Madonna di Campiglio 2007: 14. Dual Moguls, 17. Moguls
- Inawashiro 2009: 2. Dual Moguls, 4. Moguls
- Voss 2013: 2. Moguls, 2. Dual Moguls

### Weltcup
- Saison 2008/09: 6. Moguls-Weltcup
- Saison 2011/12: 7. Moguls-Weltcup
- Saison 2012/13: 6. Moguls-Weltcup
- 5 Podestplätze, davon 1 Sieg:

| Datum            | Ort        | Land  |
| ---------------- | ---------- | ----- |
| 24. Februar 2013 | Inawashiro | Japan |

### Weitere Erfolge
- Winter-Asienspiele 2011: 2. Moguls, 3. Dual Moguls
- 2 japanische Meistertitel (Dual Moguls 2009, Moguls 2009)
- 1 Sieg im Australian New Zealand Cup